# Rabo de Junco
Rabo de Junco és un illot a gairebé 500 metres a l'oest del punt més proper de l'illa de Sal, al país africà de Cap Verd. Forma part administrativa del municipi de Sal Rei. L'illot és una muntanya submarina volcànica i va estar una vegada connectada amb la resta de l'illa principal més propera. L'illot es manté principalment sense vegetació. La seva longitud és de gairebé 100 metres de llarg per 100 d'ample i la seva costa té 878 metres de longitud. L'illot ha estat designat àrea protegida com a reserva natural. La badiaa de la Murdeira és a l'est.
L'illot és un volcà submarí muntanyós i antigament va estar connectada amb la resta de l'illa.